# Karmolino-Guidroitski
Karmolino-Guidroitski (del ruso: Кармолино-Гидроицкий) es un jútor del raión de Koshejabl en la república de Adiguesia de Rusia. Está situado 39 km al sur de Koshejabl y 46 km al este de Maikop, la capital de la república. Tenía 193 habitantes en 2010
Pertenece al municipio de Vólnoye.

## Historia
La localidad, antes de que los jútores Karmolino y Guidroitski se unieran, formó parte del raión de Natyrbovo del Óblast Autónomo Adigué entre 1924 y 1929.